# Candymonium
Candymonium – stalowa kolejka górska typu hyper coaster firmy B&M zbudowana w nowej strefie Chocolatetown w parku rozrywki Hersheypark w Stanach Zjednoczonych.

## Historia
3 października 2018 roku park ogłosił budowę nowej strefy Chocolatetown o powierzchni 9,3 ha, w skład której wejść mają m.in. nowa strefa wejściowa do parku z fontanną, sklepy oraz duży roller coaster. Koszt budowy miał wynieść 150 milionów dolarów.
W styczniu 2019 roku park wystąpił o pozwolenie do amerykańskiej Federacyjnej Administracji Lotnictwa (FAA) na budowę kolejki górskiej o wysokości do 220 ft (67 m), co potwierdziło iż planowany roller coaster będzie zaliczał się do kategorii hyper coaster.
24 lipca 2019 roku park ogłosił oficjalną nazwę roller coastera – Candymonium – oraz jego parametry techniczne.
W październiku 2019 roku rozpoczęła się budowa głównego wzniesienia kolejki z wyciągiem łańcuchowym.
4 listopada 2019 roku zainstalowano najwyższy element toru roller coastera.
15 lutego 2020 roku na swoje miejsce trafił ostatni element toru kolejki górskiej.
1 lipca 2020 roku nastąpiło przedpremierowe otwarcie roller coastera dla posiadaczy biletów sezonowych. Dla pozostałych gości parku kolejka została otwarta 3 lipca 2020 roku. Planowane pierwotnie na początek sezonu, otwarcie zostało opóźnione przez panującą ówcześnie pandemię COVID-19.

## Opis przejazdu
Pociąg opuszcza stację i natychmiast rozpoczyna wjazd na główne wzniesienie o wysokości 64 m, z którego zjeżdża osiągając maksymalną prędkość 122,3 km/h, pokonuje wysokie wzniesienie z nieważkością (airtime), zawraca o 180° w lewo z jednoczesnym wzniesieniem i pochyleniem w bok o 123° (hammerhead turn), po czym pokonuje kolejne dwa wzniesienia o kształcie paraboli, spiralę w górę o niecałe 360° w prawo, z której zjeżdża z jednoczesnym pochyleniem w lewo, niskie wzniesienie, spiralę o 360° w prawo, zostaje wyhamowany, zawraca o 180° w prawo i wraca na stację.

## Tematyzacja
Tematyzacja roller coastera bazuje na słodyczach produkowanych w związanej z parkiem fabryce czekolady Hershey Chocolate Company: Reese's Peanut Butter Cups, Twizzlers i Hershey's Kisses, do których nawiązywać będą trzy pociągi kolejki górskiej oraz fontanna na dziedzińcu przed wejściem do stacji kolejki. Tor kolejki czekoladowobrązowy, podpory białe.

## Miejsce w rankingach
| Golden Ticket Awards – Top 50 stalowych kolejek górskich | Golden Ticket Awards – Top 50 stalowych kolejek górskich | Golden Ticket Awards – Top 50 stalowych kolejek górskich | Golden Ticket Awards – Top 50 stalowych kolejek górskich | Golden Ticket Awards – Top 50 stalowych kolejek górskich |
| -------------------------------------------------------- | -------------------------------------------------------- | -------------------------------------------------------- | -------------------------------------------------------- | -------------------------------------------------------- |
| 2020                                                     | 2021                                                     | 2022                                                     | 2023                                                     | 2024                                                     |
| ×                                                        | 5                                                        | 19                                                       | 24                                                       | 27                                                       |